# Шахривар
Шахривар (на персийски: شهریور) е шестият месец на годината според иранския календар.
Той се състои от 31 дни и е трети месец на лятото. Спрямо Григорианския календар месец шахривар е между 23 август и 22 септември.

## Етимология
Месеците на иранския календар носят имената на зороастрийските язати. Шахривар произлиза от Хшатра Вайрия, едно от седемте божества Амеша Спента и на авестийски език означава божие царство.

## Празници
- 1 шахривар – Празник на прохладата (Фагдийе).
- 4 шахривар – Празник на името Шахривар (Шахривареган).
- 8 шахривар – Есенен празник.
- 31 шахривар – Празнуване края на лятото.

## Събития и чествания
- 1 шахривар – Ден на Авицена, празник на лекаря.
- 13 шахривар – Ден на Абу Рейхан ал-Бируни, персийски учен (математик, астроном, историк, философ).
- 27 шахривар – Ден на поета Мохамед Хосейн Шахрияр, ден на персийската поезия и литература.